# 芒特霍普 (勞倫斯縣)
芒特霍普（英語：Mount Hope）是一個位於美國阿拉巴馬州勞倫斯縣的非建制地區。該地的面積和人口皆未知。

## 地理
芒特霍普的座標為34°27′30″N 87°28′54″W / 34.45833°N 87.48167°W，而該地的平均海拔高度為195米（即640英尺）。